# 坎普法夫鎮區 (明尼蘇達州聖路易斯縣)
坎普法夫鎮區（英語：Camp 5 Township）是位於美國明尼蘇達州聖路易斯縣的一個行政鎮區。

## 地方資料
坎普法夫鎮區的面積為88.00平方千米，當中陸地面積為79.00平方千米，而水域面積為9.00平方千米。根據2020年美國人口普查的數據，當地共有人口22人，而人口密度為每平方千米0.25人。